# Tjeempie! of Liesje in luiletterland
Tjeempie! of Liesje in luiletterland is een Nederlandse roman van 'Remko Kampurt' (= Remco Campert) uit 1968. De roman is een van de drie bekendste van Campert waarin hij voortdurend speelt met de mogelijkheden van de taal. Onder meer hanteert hij een eigen spelling en eigen persoonlijke opvattingen omtrent wat men als schrijver wel en niet doet in een literaire tekst. Eerdere romans waarin hij dit eveneens sterk deed betreffen Het leven is vurrukkulluk (1961) en Liefdes schijnbewegingen (1963).

## Verhaal
Het vijftienjarige schoolmeisje Liesje van Zuylen, uit een gegoed Wassenaars milieu, heeft van haar leraar Nederlands Van Dale een taak voor de paasvakantie gekregen: het ontmoeten van moderne schrijvers. "Letterland¨ slaat op de wereld waarin Liesje zich begeeft, de wereld van de moderne Nederlandse auteurs. Zij reist hiervoor naar Amsterdam, waarna haar avontuurlijke, met-seks-doortrokken belevenissen zich pas goed ontplooien. De titel is ontleend aan een frequent door Liesje geuite exclamatie, wanneer zij zich over iets verbaast of onder de indruk betoont.

## Vormgeving en context: de strijd tegen conventies in de jaren 60
Camperts roman kan niet los worden gezien van de snelle en ingrijpende veranderingen die zich voltrokken in de Nederlandse tijdgeest aan het einde van de jaren zestig van de twintigste eeuw. Daarin gingen vooral door de na de oorlog geboren jongeren een voorheen ongekende mate van vrijheid voor zich opeisen en wisten deze ook te veroveren. Hun veroverde vrijheid leidde tot en levendigheid die in een schril contrast stond met de drukkend saaiheid van de na-oorlogse jaren, waarvan destijds de roman De avonden van Gerard Reve een sterk beeld had geschetst. In die zin spraken de 144 pagina´s van Camperts roman spreekwoordelijk ¨boekdelen¨, doordat Campert als kunstenaar een vlotte en vaak humoristische illustratie schetste van die snelle en ingrijpende veranderingen, waaraan wetenschappers als eigentijdse historici en sociologen talloze boekdelen vol beschouwingen zouden wijden.
Het opeisen en veroveren van hun vrijheid door de nieuwe generatie manifesteerde zich destijds ook in het kortstondig bestaan (1965-1967) van de Provo-protestbeweging, die ideologisch zelfs een uitgesproken anarchistisch karakter had, maar weer snel verdween.
Die snelle verandering in de tijdgeest, die in de tweede helft van de jaren 60 in een stroomversnelling raakte, werd vooral gekenmerkt door het buiten enig expliciet ideologisch kader openlijk in twijfel trekken van de bestaande conventies, het aan de kaak stellen van de seksuele moraal (die veelal kon worden gekenschetst als preutsheid) en bekrompenheid), non-conformisme. Er werd gesproken over een zich vrijvechten door de nieuwe generatie van de bestaande conventies voor zover die een dwingend karakter hadden: het woord plicht werd zeer impopulair: deze nieuwe generatie wilde dingen doen uit eigen motivatie in plaats van uit onderwerping aan een voorheen als vanzelsprekend geachte, doch tegen de wil van het individu opgelegde moraal.
Vrijgevochten werd in deze zich veranderende tijdgeest een belangrijke begrip, dat neutraal kon worden omschreven als met eigen opvattingen of ideeën en een sterk karakter of onconventioneel. Voor tegenstanders van deze ontwikkeling kreeg het echter een negatieve lading en werd het meer een soort synoniem van bandeloos en tuchteloos, ongedisciplineerd.
Campert gaf niet alleen met de inhoud van zijn proza uitdrukking aan dat non-conformisme en die nieuwe vrijgevochtenheid, maar ook middels de door hem daarbij gebezigde vorm, zoals ook sterk blijkt door de vaak meer fonetische alternatieve spelling die in het boek wordt gebezigd. Daarmee ging Campert voort op de weg die hij reeds in 1961 was ingeslagen in zijn eerdere publicaties Het leven is vurrukkulluk). Overigens waren andere auteurs in de jaren 50 hem reeds sporadisch voorgegaan met diverse vormen van zogeheten experimenteel proza.
Door de navolging van onder meer Camperts kenmerkende "eigenwijze" spelling door vele jongeren oefende ook het zich vrijvechten van de spellingvoorschriften invloed uit op de Nederlandse taal, met name op de metterdaad radikaal ¨aangevallen¨ spellingvoorschriften. Op bescheiden schaal zouden  hierin concessies worden gedaan in de toegelaten spelling naast de voorkeurspelling: woorden met de als k uitgesproken c mochten volgens de vrijere voorschriften voortaan ook daadwerkelijk met een k geschreven worden (zoals redaktie, kommune en komitee. Hierdoor ontstond wat ook wel dubbelspelling werd genoemd. Velen van progressieve signatuur gingen zich uitdrukkelijk ook in hun schriftelijke uitingen aldus bewust onderscheiden, om aan te geven dat zij het loslaten van oude en huns inziens achterhaalde en nodeloze regels voorstonden.
Wat aanvankelijk echter een soort revolutie leek in de spelling van het Nederlands, die mede door Campert was ontketend, zou echter na verloop van tijd uiteindelijk toch meer een mode-verschijnsel van voorbijgaande aard blijken. Er zou althans een formeel einde aan komen in 1995, toen onder meer de dubbelspelling werd afgeschaft en die als k uitgesproken c weer als een c diende te worden geschreven.
Door de teloorgang van het gezag van zowel kerk als de overheid, voortschrijdende secularisatie (ontkerkelijking), ontzuiling, seksuele revolutie en lossere zeden en omgangsvormen: ontwikkelingen die door het behoudende establishment vooral afkeurend werden beschouwd als ¨vulgair¨ en ¨zedenverwildering. Door de recent geïntroduceerde vrijere verkrijgbaarheid van voorbehoedsmiddelen verloor de strenge seksuele moraal van de voorgaande (ten minste) honderd jaar in hoog tempo terrein. Pornografie (en het openlijk ter discussie stellen wat daar eigenlijk nog onder viel) en buitenechtelijke seks werden steeds minder een taboe. Het doorbreken van taboes leek zelfs juist bewust te worden nagestreefd. In 1971 zouden in Nederland de eerste recreatieve naakstrandenen worden geopend, als eveneens een sterk symbool van de bereikte vrijgevochtenheid.
Jongeren werden aangetrokken tot het uitgaansleven en nieuwe muzieksoorten zoals popmuziek, waaraan juist het conservatieve establishment aanstoot nam. In het straatbeeld in de steden verschenen na de snackbars ook seksshops en condoomautomaten. Seks werd van voortplanting losgekoppeld en hedonisme werd een cult. Onder meer in de flowerpowerbeweging, die na Provo opkwam en ook in dit verhaal passeert. Over de seksuele revolutie in deze periode is achteraf overigens de kritiek geuit, dat er daarbij nog onvoldoende ruimte was voor de verdere emancipatie van de vrouw en nog maar matige erkenning van homoseksualiteit: feminisme en de strijd tegen homohaat en -onderdrukking zouden pas in het kielzog van deze seksuele revolutie volgen, met name in de jaren 80.
Remco Campert was een van de auteurs die van deze snelle ontwikkelingen in de Nederlandse samenleving en cultuur in zijn proza een sterk beeld zouden schetsen, samen met collega-auteurs als Jan Wolkers in vele van zijn werken, Harry Mulisch in iet mindere mate, en als exponent Jan Cremer in enkele romans, waarvan voorsl zijn Ik Jan Cremer door het establishment vooral als vulgair en provocerend werd afgedaan. In zijn Tjeempie! of Liesje in luiletterland volgt Campert de toen geldende filosofie dat onbeperkte seks tot algemene liefde leidt - daarmee zouden dan alle wereldproblemen opgelost (zoals: Hij weerspiegelt de gemakzucht van deze gedachtegang in zijn veelvuldige fonetische taalgebruik, zonder gebruik van hoofdletters).
Juist in Tjeempie! of Liesje in luiletterland werden door Campert veel eigentijdse schrijvers herkenbaar geparodieerd. In Cees Bakels kan Simon Vinkenoog gezien worden, Het Roofdier stelt vermoedelijk Jan Cremer voor, hoewel in de kritieken ook Jan Wolkers geopperd wordt. Harry Mulisch treedt karikaturaal  op als De Best Gekapte Schrijver van Nederland en Gerard Reve is De Moeizame Ploeteraar in de Wijngaard des Heren.